# Смежностный многогранник
k-Смежностный многогранник —  это выпуклый многогранник, в котором любое k-элементное подмножество его вершин является множеством вершин некоторой грани этого многогранника. 

## Определения
Выпуклый многогранник, в котором любое k-элементное подмножество его вершин является множеством вершин некоторой грани этого многогранника, называется k-смежностным.
Простой многогранник называется двойственно смежностным, если  любые k его гиперграней имеют непустое пресечение (которое в этом случае является гранью коразмерности k) .
Говорят, что многогранник смежностный без спецификации  k, если он k-смежностный для 
{\displaystyle k=\lfloor d/2\rfloor }. Если исключить симплексы, это будет максимально возможное значение для k. Фактически, любой многогранник, k-смежностный для некоторого {\displaystyle k\geq 1+\lfloor d/2\rfloor }, является симплексом.

## Примеры
2-смежностный многогранник — это многогранник, в котором каждая пара вершин связана ребром. Таким образом, граф 2-смежностного многогранника  является полным графом. 2-смежностные многогранники с числом вершин более четырёх могут существовать только в пространствах размерности 4 и выше (и, в общем случае, k-смежностный многогранник, отличный от симплекса, требует размерности 2k и выше).
Произведение {\displaystyle P=\Delta ^{2}\times \Delta ^{2}} двух треугольников является простым многогранником и легко видеть, что любые две его гиперграни пересекаются по некоторой 2-грани. Таким образом, этот многогранник является двойственно 2-смежностным. Полярный многогранник {\displaystyle P^{*}} является смежностным симплициальным 4-многогранником.
d-Симплекс является d- смежностным многогранником.
В k-смежностном многограннике с {\displaystyle k\geqslant 3}, любая 2-грань должна быть треугольной, а в k- смежностном многограннике с {\displaystyle k\geqslant 4} любая 3-грань должна быть тетраэдром. В общем случае в любом k-смежностном многограннике все грани размерности меньшей k являются симплексами.

## Циклические многогранники
Циклические многогранники, образованные как выпуклые оболочки конечного числа точек кривой моментов (t, t2, ..., td) в d-мерном пространстве, автоматически  являются  смежностными многогранниками. (Из тождества для определителя Вандермонда вытекает, что никакие (d + 1) точек на кривой моментов не лежат на одной аффинной гиперплоскости. Таким образом, многогранник является симплициальным d-многогранником)

Теодор Моцкин высказал гипотезу, что все смежностные многогранники комбинаторно эквивалентны циклическим многогранникам. Однако, вопреки этому, существует много смежностных многогранников, не являющихся циклическими — число комбинаторно различных смежностных многогранников растёт суперэкспоненциально как по числу вершин, так и по размерности.

## Общие свойства
Выпуклая оболочка множества нормально распределённых случайных точек, когда число точек пропорционально размерности, с большой вероятностью является k-смежностным многогранником для k, которое также пропорционально размерности.
Число граней всех размерностей смежностного многогранника в пространствах чётной размерности определяется исключительно размерностью пространства  и числа вершин уравнением Дена — Сомервиля — число k-мерных граней fk удовлетворяет неравенству
{\displaystyle f_{k-1}\leq \sum _{i=0}^{d/2}{}^{*}\left({\binom {d-i}{k-i}}+{\binom {i}{k-d+i}}\right){\binom {n-d-1+i}{i}},}
где звёздочка означает прекращение суммирования на {\displaystyle i=\lfloor d/2\rfloor } и конечный член суммы должен быть поделён на два, если d чётно. Согласно теореме о верхней оценке  Макмуллена, смежностные многогранники достигают максимального числа граней среди n-вершинных d-мерных выпуклых многогранников.
Обобщённая версия задачи со счастливым концом применяется к набору точек в пространстве высокой размерности и подразумевает, что для любой размерности d и любого n > d существует число m(d,n) со свойством, что любые m точек в общем положении в d-мерном пространстве содержит подмножество из n точек, образующих вершины смежностного многогранника

## Гипотеза Максименко
Число вершин 2-смежностного многогранника не превосходит числа его фасет. Гипотеза справедлива для случаев d < 7 (малая размерность) и {\displaystyle f_{0}<d+6}(небольшое число вершин,  f0 —  число вершин).